# ترو (ویسکانسین)
ترو، ویسکانسین (به انگلیسی: True, Wisconsin) یک منطقهٔ مسکونی در ایالات متحده آمریکا است که در ویسکانسین واقع شده‌است.

## خصوصیات
ترو ۶۰٫۸ کیلومترمربع مساحت و ۲۹۱ نفر جمعیت دارد و ۳۹۰ متر بالاتر از سطح دریا واقع شده‌است.